# Adamo canta
Adamo Canta es el quinto álbum de Salvatore Adamo que resulta de una recopilación, pero a su vez cumple el objetivo de introducir nuevas canciones tanto en italiano como en francés además de las 3 en español que incluía. La Orquesta de algunas canciones es dirigida por Alain Goraguer (*) y las otras por Franck Pourcel (**).

## Lista de canciones

### Lado A
1. "Yo Te Ofrezco" (*)
2. "J'ai Tant De Reves Dans Mes Bagages" ("Hay Tantos Sueños en mis Bagajes" (*)
3. "Ma Certe Volte" ("Pero Algunas Veces")(*)
4. "J'etais Tout Autre" ("Yo Era Otro")(*)
5. "Io Senza Te" ("Yo Sin Ti") (*)
6. "Muy Juntos" (**)

### Lado B
1. "Vous Permettez Monsieur?" ("Permite Usted, Señor?")(**)
2. "Perduto Amore" ("Amor Perdido")(**)
3. "Nuestra Novela" (*)
4. "En Blue Jeans Et Blousons D'cuir" (En Blue Jeans y Chaqueta de Cuero")(**)
5. "Le Train Va" ("El Tren Va")(**)
6. "L'amour Te Ressemble" ("El Amor Se Te Parece")(*)

- Datos: Q5657390